# Miolyta volcania
Miolyta volcania là một loài tò vò trong họ Ichneumonidae.